# Adam Zagajewski (kolarz)
Adam Zagajewski (ur. 15 listopada 1959 w Sochaczewie, zm. 4 grudnia 2017 we Wrocławiu) – polski kolarz szosowy, reprezentant Polski.
Był zawodnikiem klubów MLKS Mazowsze Teresin i CWKS Legia Warszawa. W 1981 wystąpił na mistrzostwach świata w wyścigu drużynowym na 100 km, zajmując 11 m. Dwukrotnie uczestniczył w Wyścigu Pokoju (1983 – 13 m., 1984 – 36 m.). W 1981 i 1984 wygrywał etapy w Tour de Pologne, a w 1986 zwyciężył w klasyfikacji najaktywniejszego kolarza tego wyścigu. Był mistrzem Polski w wyścigu drużynowym na 100 km (1981 z Legią) i brązowym medalistą mistrzostw Polski w wyścigu szosowym ze startu wspólnego (1983) i torowym wyścigu długodystansowym (1983).
Zmarł 4 grudnia 2017 w szpitalu we Wrocławiu po ciężkiej chorobie. Pochowany na cmentarzu we wsi Serby koło Głogowa.